# 喜入久正
喜入 久正（きいれ ひさまさ）は、戦国時代から江戸時代前期にかけての武将。薩摩藩士。

## 略歴
天文19年（1550年）、川上久光の長男として誕生。
喜入季久の弟・忠道が天正2年（1574年）に後継ぎの無いまま戦死したため、島津義久の命によりその後継となった。永禄年間に菱刈氏攻めに供をし、国分の地頭に任じられた。
慶長4年（1599年）に伊集院忠真が庄内の乱を起こすと、久正は島津忠恒の命で上洛し、伏見にいる徳川家康へ伊集院氏の籠る12の城の地勢図を献上し、また家康の質問に答えて城内の農民の有無等を報告した。その後、忠恒が島津氏の家督を継ぐと老中に就任し、忠恒へ『伊勢物語』を伝授した際は、信国の脇差と白銀50枚、更に50石を賜った。
寛永9年（1632年）、死去。享年83。